# アレクサンドロスの顔が刻まれた硬貨

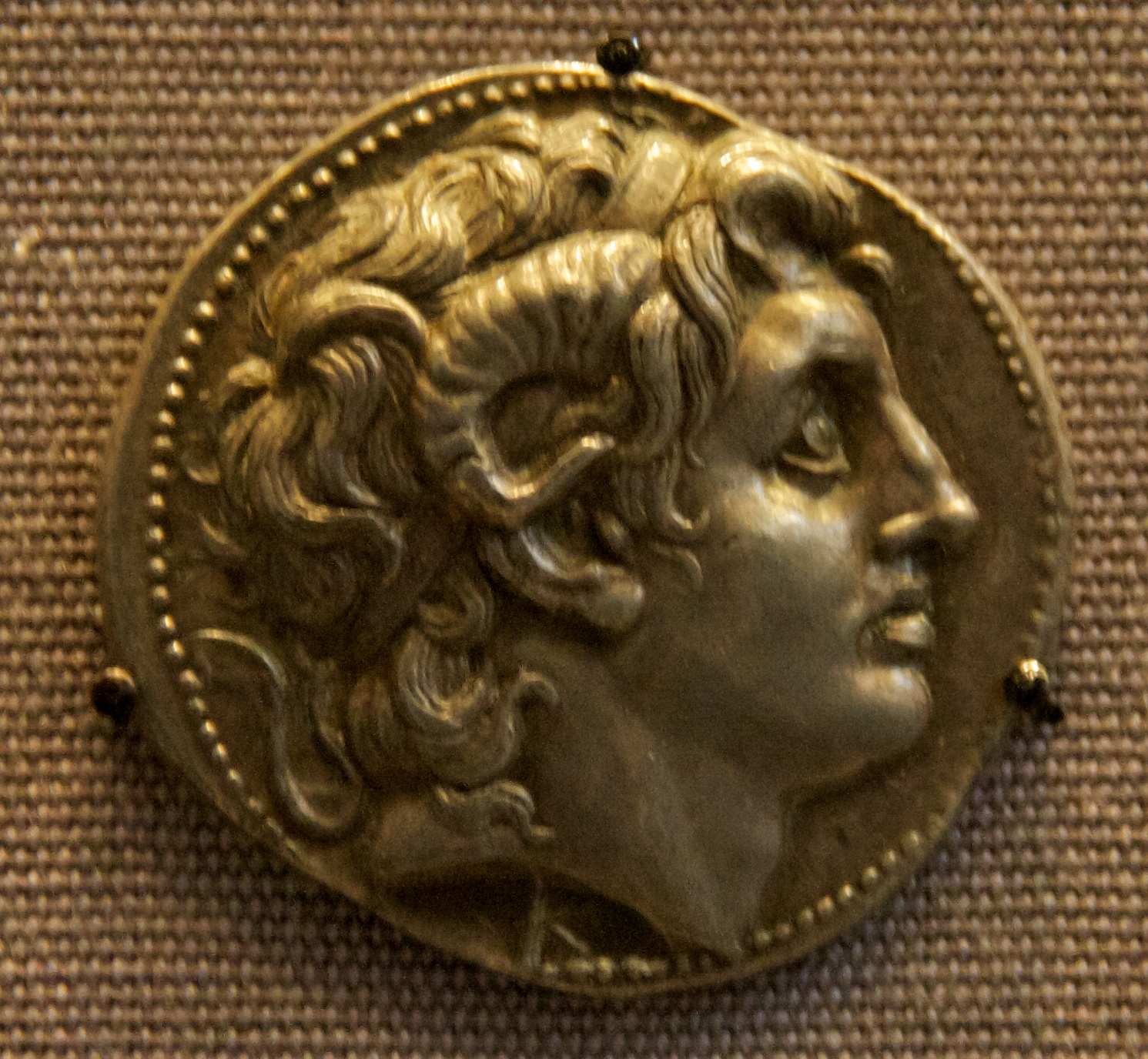
アレクサンドロスの顔が刻まれた硬貨

アレクサンドロス3世の顔が刻まれた硬貨（アレクサンドロスのかおがきざまれたこうか）が造られたのは、アレクサンドロスが死んでから40年後のことだった。アレクサンドロスの横顔に雄羊の角が添えられていて、神を連想させる。アレクサンドロス死後も、後の英雄たちの中で権威の象徴となった。